# Крис Вајлс
Крис Вајлс (енгл. Chris Wyles; 13. септембар 1983) професионални је рагбиста и капитен репрезентације САД, који тренутно игра за енглески тим Сарасенси. Висок 183 цм, тежак 93 кг, Вајлс је пре Сарасенса играо за Нотингем и Нортемптон сентсе. За рагби јунион репрезентација САД је до сада одиграо 54 тест мечева и постигао 222 поена. Играо је и за репрезентацију САД у рагбију 7.